# Camille Dussarthou
Camille Dussarthou, né le 4 décembre 1907 à Bayonne (Pyrénées-Atlantiques) et mort le 27 octobre 1965 à Saint-Paul-lès-Dax (Landes), est un homme politique français.

## Détail des fonctions et des mandats
- 25 novembre 1962 - 27 octobre 1965 : député de la 2e circonscription des Landes ;
- maire de Saint-Paul-lès-Dax (Landes) de 1953 jusqu'au 27 octobre 1965 (date de son décès) ;
- conseiller général du Canton de Dax de 1961 à 1965.